# الجحيم (2016)
الجحيم ((بالإيطالية: Infernet)‏) هو فيلم درامي إيطالي لعام 2016. كتب السيناريو جوزيبي فيرليتو ، الذي أخرج الفيلم أيضًا. من النجوم روبرتو فارنيسي ، ريمو جيروني ، ريكي توجناتزي ، إليزابيتا بيليني ، لورا أدرياني ، جيورجيا مارين ، وأندريا مونتوفولي.

## القصة
يصور الجحيم الإدمان على الإنترنت وعواقب الاستخدام المشوه لها. يتجلى ذلك بعدة طرق ، مثل الإدمان على الشبكات الاجتماعية والألعاب والمواد الإباحية.
يصور الفيلم عدة أشخاص مرتبطين جميعًا باستخدام مشوه للويب بطرق مختلفة: دون لوتشيانو (ريمو جيروني) كاهن يتعرض للاضطهاد من قبل مجموعة من المتنمرين الذين يستخدمون الإنترنت للتشكيك في أخلاقه. جورجيو (ريكي توجناتزي) رجل (زوج مارتينا (دانييلا بوجي)) متأثر بإدمان القمار.
كلاوديو (روبرتو فارنيسي) هو ممثل غير أخلاقي تمامًا وتلعب خطيبته ، أريانا ، إليزابيتا بيليني.
نانسي (جيورجيا مارين) هي مراهقة تستخدم الإنترنت كواجهة عرض لعاهرة نفسها ثم ابتزاز عملائها بإخبارهم أنها أقل من 18 عامًا وإجبارهم على دفع المال مقابل التزام الصمت.
جيادا (لورا أدرياني) هي مراهقة تحب الممثل كلوديو. إنها صديقة لودوفيكو (فيوريل ميتو) ، زعيم عصابة المتنمرين ؛ ساندرو (ليوناردو بورجوجنوني) هو هاكر العصابة.

## طاقم الممثلين
- روبرتو فارنيسي في دور كلوديو روجيري
- ريمو جيروني في دور دون لوسيانو
- ريكي توكناز في دور جورجيو
- لورا أدرياني بدور جيادا
- جيورجيا مارين بدور نانسي
- إليزابيتا بيليني بدور أريانا
- فيوريل ميتو في دور لودوفيكو
- ليوناردو بورجوجنوني في دور ساندرو
- أندريا مونتوفولي في دور باولو
- دانييلا بوجي في دور مارتينا
- كاتيا ريتشياريلي في دور سارة
- دانيال بيستوني في دور جيانلوكا

## العرض الأول
عُقد المؤتمر الصحفي للفيلم في فندق اكسلسيور في البندقية في 10 سبتمبر 2015 ، خلال مهرجان البندقية السينمائي 72. تم عرض الفيلم لأول مرة في 14 نوفمبر 2015 ، في قصر غران غوارديا في فيرونا ، وتبع هذا العرض الأول عرضًا على مستوى البلاد في روما في 20 أبريل 2016 ، في سينما أدريانو. تم إصداره في 28 أبريل 2016 ، في جميع المسارح الإيطالية.

## روابط خارجية
فيلم الجحيم 2016
1. ↑  مذكور في: قاعدة بيانات الأفلام التشيكية السلوفاكية. لغة العمل أو لغة الاسم: التشيكية. تاريخ النشر: 2001.
2. ↑  "سان دونا ، أول ظهور لجيورجيا مع الإنترنت". 2015. مؤرشف من الأصل في 2020-12-03. اطلع عليه بتاريخ 2015-08-17.
3. ↑  "الجحيم". 2015. مؤرشف من الأصل في 2018-10-18.